# Studio Berçot
Studio Berçot és una formació privada de dissenyador de moda fundada l'any 1954, amb seu a París i relacionada amb escoles de moda franceses.
L'estudi Berçot va formar diversos creadors dels anys 80 o directors artístics establerts a les cases de luxe dels anys 90, i al mercat dels complements de moda als anys 2000 quan la gran distribució va internacionalitzar el sector.

## Graduats famosos
- Ounie Lecomte, una actriu i directora de cinema sud-coreana
- Isabel Marant, una dissenyadora francesa de moda, creadora de la seva pròpia marca de prêt-à-porter